# Найкращі бомбардири національних чемпіонатів з футболу за сезон
З 1997 року Міжнародна федерація футбольної історії і статистики визначає найкращого бомбардира найвищих дивізіонів національних чемпіонатів за сезон. Першим лауреатом став турецький футболіст Хакан Шюкюр.

## 1997
| Місце | Футболіст    | Голи | Клуб               |
| ----- | ------------ | ---- | ------------------ |
| 1     | Хакан Шюкюр  | 38   | «Галатасарай»      |
| 2     | Роналду      | 34   | «Барселона»        |
| 3     | Сабін Іліє   | 31   | «Стяуа»            |
| ...45 | Олег Матвєєв | 21   | «Шахтар» (Донецьк) |

## 1998
| Місце | Футболіст      | Голи | Клуб                |
| ----- | -------------- | ---- | ------------------- |
| 1     | Іван Кавьєдес  | 43   | «Емелек» (Гуаякіль) |
| 2     | Масасі Накаяма | 37   | «Джубіло Івата»     |
| 3     | Віктор Бонілья | 37   | «Депортіво» (Калі)  |
| ...37 | Сергій Ребров  | 22   | «Динамо» (Київ)     |

## 1999
| Місце | Футболіст            | Голи | Клуб                   |
| ----- | -------------------- | ---- | ---------------------- |
| 1     | Маріо Жардел         | 36   | «Порту»                |
| 2     | Маріо Антоніо Нуньєс | 34   | «О’Хіггінс» (Ранкагуа) |
| 3     | Хосе Кардосо         | 33   | «Толука»               |

## 2000
| Місце | Футболіст             | Голи | Клуб                        |
| ----- | --------------------- | ---- | --------------------------- |
| 1     | Маріо Жардел          | 38   | «Порту»                     |
| 2     | Едуардо Есідіо        | 37   | «Універсітаріо де Депортес» |
| 3     | Hamzah Idris Fallateh | 33   | «Аль-Іттіхад» (Джидда)      |
| 4     | Ернесто Шевантон      | 33   | «Данубіо»                   |
| ...27 | Андрій Шевченко       | 24   | «Мілан»                     |

## 2001
| Місце | Футболіст              | Голи | Клуб                |
| ----- | ---------------------- | ---- | ------------------- |
| 1     | Хосе Альфредо Кастільо | 42   | «Орієнте Петролеро» |
| 2     | Харед Боргетті         | 41   | «Сантос Лагуна»     |
| 3     | Генрік Ларссон         | 35   | «Селтік»            |
| ...19 | Андрій Шевченко        | 24   | «Мілан»             |
| ...49 | Андрій Воробей         | 21   | «Шахтар» (Донецьк)  |

## 2002
| Місце | Футболіст              | Голи | Клуб                 |
| ----- | ---------------------- | ---- | -------------------- |
| 1     | Хоакін Ботеро          | 49   | «Болівар» (Ла-Пас)   |
| 2     | Хосе Альфредо Кастільо | 46   | «Орієнте Петролеро»  |
| 3     | Маріо Жардел           | 42   | «Спортінг» (Лісабон) |

## 2003
| Місце | Футболіст             | Голи | Клуб                   |
| ----- | --------------------- | ---- | ---------------------- |
| 1     | Хосе Кардосо          | 58   | «Толука»               |
| 2     | Claudio Fabian Ciccia | 39   | «Депортіво Картахеніс» |
| 3     | Матея Кежман          | 35   | ПСВ (Ейндговен)        |
| ...49 | Максим Шацьких        | 22   | «Динамо» (Київ)        |

## 2004
| Місце | Футболіст                | Голи | Клуб                  |
| ----- | ------------------------ | ---- | --------------------- |
| 1     | Патрісіо Себастьян Галас | 42   | «Кобрелоа» (Калама)   |
| 2     | Габріель Гарсія Рейєс    | 36   | «Мельгар» (Арекіпа)   |
| 3     | Вашингтон                | 34   | «Атлетіку Паранаенсе» |
| ...29 | Андрій Шевченко          | 24   | «Мілан»               |

## 2005
| Місце | Футболіст   | Голи | Клуб          |
| ----- | ----------- | ---- | ------------- |
| 1     | Клемерсон   | 33   | «Гамба Осака» |
| 2     | Фатіх Текке | 31   | «Трабзонспор» |
| 3     | Дірк Кейт   | 29   | «Феєнорд»     |

## 2006
| Місце | Футболіст        | Голи | Клуб              |
| ----- | ---------------- | ---- | ----------------- |
| 1     | Клас-Ян Гунтелар | 35   | «Геренвен» «Аякс» |
| 2     | Умберто Суасо    | 34   | «Коло-Коло»       |
| 3     | Крістіано Яра    | 34   | «Реал Потосі»     |

## 2007
| Місце | Футболіст        | Голи | Клуб              |
| ----- | ---------------- | ---- | ----------------- |
| 1     | Афонсо Алвес     | 34   | «Геренвен»        |
| 2     | Едуардо да Сілва | 34   | «Динамо» (Загреб) |
| 3     | Дмитро Ліпартов  | 30   | «Транс» (Нарва)   |

## 2008
| Місце | Футболіст        | Голи | Клуб        |
| ----- | ---------------- | ---- | ----------- |
| 1     | Лукас Барріос    | 37   | «Коло-Коло» |
| 2     | Клас-Ян Гунтелар | 33   | «Аякс»      |
| 3     | Мігель Хіменес   | 32   | Перу        |

## 2009
| Місце | Футболіст         | Голи | Клуб                    |
| ----- | ----------------- | ---- | ----------------------- |
| 1     | Марк Янко         | 39   | «Ред Булл» (Зальцбург)  |
| 2     | Дієго Форлан      | 32   | «Атлетіко» (Мадрид)     |
| 3     | Самюель Ето'о     | 30   | «Барселона»             |
| 4     | Теофіло Гутьєррес | 30   | «Хуніор де Барранкілья» |

## 2010
| Місце | Футболіст     | Голи | Клуб              |
| ----- | ------------- | ---- | ----------------- |
| 1     | Луїс Суарес   | 35   | «Аякс»            |
| 2     | Ліонель Мессі | 34   | «Барселона»       |
| 3     | Сейду Думбія  | 30   | «Янг Бойз» (Берн) |

## 2011
| Місце | Футболіст          | Голи | Клуб            |
| ----- | ------------------ | ---- | --------------- |
| 1     | Олександр Чекулаєв | 46   | «Транс» (Нарва) |
| 2     | Кріштіану Роналду  | 40   | «Реал» (Мадрид) |
| 3     | Ліонель Мессі      | 31   | «Барселона»     |

## 2012
| Місце | Футболіст | Голи | Клуб |
| ----- | --------- | ---- | ---- |
| 1     |           |      |      |
| 2     |           |      |      |
| 3     |           |      |      |